# مارك شولرمان (مخرج)
مارك شولرمان (بالألمانية: Marc Schölermann) هو مخرج أفلام ألماني ولد بتاريخ 14 أوكتوبر 1971.

## أعماله
من أعماله فيلم علم الأمراض.

## روابط خارجية
مارك شولرمان على موقع IMDb (الإنجليزية)
- مارك شولرمان على موقع ألو سيني (الفرنسية)
- مارك شولرمان على موقع ألو سيني (الفرنسية)
- مارك شولرمان على موقع أول موفي (الإنجليزية)
- مارك شولرمان على موقع قاعدة بيانات الأفلام السويدية (السويدية)
- مارك شولرمان على موقع قاعدة بيانات الفيلم (الإنجليزية)
- مارك شولرمان على موقع كينوبويسك (الروسية)